# 爱的判决书
《爱的判决书》，是由蓝妮·卡彭、巩塔普·尤他毕查领衔主演的泰国浪漫爱情喜剧，于2021年7月8日起在泰国第3电视台、WeTV（流媒体线上点播之战略合作伙伴）及Netflix播出。剧情主要讲述少年下实习生追爱学姐律师的职场爱情故事。剧集播出后获得不俗的反应，电视台旗下在线视频媒体平台CH3Plus的在线观看人数超过6700万次，并且还登上了推特趋势冠军。

## 演员阵容
- 蓝妮·卡彭 饰演 迪查（Thicha）律师，Napawat的学姐兼暗恋对象。后与其交往。
- 巩塔普·尤他毕查 饰演 Napawat，代号Q律师，暗恋Thicha。后与其交往。
- 萨维卡·恰雅德 饰演 Camelia，Thicha的死对头。
- 纳塔瓦·考布瓦赛 饰演 Pon
- 图恩雅芳·帕塔拉媞拉猜差容 饰演 Dala
- 塔莉卡·因苏旺 饰演 Taew
- 松希·努诺卡空希 饰演 Pong
- 莎若查·瓦缇塔盼 饰演 Napawat的母亲

## 争议
剧集所呈现扭曲的内容导致社会对检察官角色的产生严重的误解，受到多位高官的诟病。
- 总检察长办公室副发言人Prayuth Petcharakun先生为此在个人脸书主页上发表看法，他认为《爱的判决书》 是一部歪曲检察官工作的电视剧。助理检察官的无关紧要案件、因缺人请律师做检察官等都让社会认识到检察官的角色是严重错误的。因为内剧情容是高度扭曲的，可能会让观众产生误会。因此，他通知泰国第3电视台的新闻主播Kanchai Koodploy（Young），以便向戏剧组织者了解事实并紧急寻找解决方案。
- 检察官委员会（PAC）主席和前总检察长Phachara Yuthadamrong批评该剧中与检察官相关的内容。尤其是检察官去和女人调情以便能成为对方的检察官。这实际上是做不到的。根据法律规定。坐在王座上的是4位法官，但实际上庭时只有3人，还有检查法官袍的穿着是否违反袍法。他认为这是不可接受的，并希望戏剧组织者立即更正内容，并喊话戏剧组织者倘若不明白可向总检察长办公室咨询。
- 检察官副署长Adisorn Chaiyakupt先生说，检察官发展研究所及总检察长办公室给戏剧组织者发送邮件，暗示检察官的职责与现实并不矛盾。不符合检察官必须以查明真相出庭主持公道的检控原则，检察官不是被告人和被告人的对手。进入检察官职位需要通过与法官入学考试同等资格的入学考试。这是一个法定条文戏剧误导了公众。检察官的职业给检察官和检察机关造成了损害，并使人们对司法过程失去信心，对社会也没有好处。[6]

## 劇集迴響

### 泰國電視收視
- 收視最低的集數以藍色表示，收視最高的集數以紅色表示，而空格則表示該集的收視沒有相關數據。

| 集數 No.   | 播放日期      | 播放時段 (UTC+07:00) | 平均收視率 | 曼谷分區收視 | 外府分區收視 | 來源   |
| ---------- | ------------- | -------------------- | ---------- | ------------ | ------------ | ------ |
| 1          | 2021年7月8日  | 星期四 20:30         | 2.612      | 4.185        | 2.349        | [ 7 ]  |
| 2          | 2021年7月14日 | 星期三 20:30         | 2.552      | 4.045        | 2.303        | [ 8 ]  |
| 3          | 2021年7月15日 | 星期四 20:30         | 2.620      | 4.626        | 2.285        | [ 9 ]  |
| 4          | 2021年7月21日 | 星期三 20:30         | 2.856      | 4.934        | 2.510        | [ 10 ] |
| 5          | 2021年7月22日 | 星期四 20:30         | 2.775      | 4.751        | 2.446        | [ 11 ] |
| 6          | 2021年7月28日 | 星期三 20:30         | 3.220      | 5.188        | 2.891        | [ 12 ] |
| 7          | 2021年7月29日 | 星期四 20:30         | 3.218      | 4.943        | 2.930        | [ 13 ] |
| 8          | 2021年8月4日  | 星期三 20:30         | 3.193      | 4.910        | 2.907        | [ 14 ] |
| 9          | 2021年8月5日  | 星期四 20:30         | 3.154      | 5.691        | 2.730        | [ 15 ] |
| 10         | 2021年8月11日 | 星期三 20:30         | 3.092      | 5.068        | 2.762        | [ 16 ] |
| 11         | 2021年8月12日 | 星期四 20:30         | 3.407      | 5.260        | 3.098        | [ 16 ] |
| 12         | 2021年8月18日 | 星期三 20:30         | 3.532      | 5.597        | 3.187        | [ 17 ] |
| 13         | 2021年8月19日 | 星期四 20:30         | 3.269      | 5.183        | 2.950        | [ 18 ] |
| 14         | 2021年8月25日 | 星期三 20:30         | 2.856      | 5.003        | 2.498        | [ 19 ] |
| 15         | 2021年8月26日 | 星期四 20:30         | 3.274      | 不適用       | 不適用       | [ 20 ] |
| 16         | 2021年9月1日  | 星期三 20:30         | 3.764      | 5.572        | 3.462        | [ 21 ] |
| 平均收視率 | 平均收視率    | 平均收視率           | 3.087      | 4.997        | 2.754        | 1      |

^1  基於每集的平均觀眾份額。